# (16267) Mcdermott
(16267) Mcdermott (2000 JY43) – planetoida z pasa głównego asteroid okrążająca Słońce w ciągu 5,2 lat w średniej odległości 3 j.a. Odkryta 7 maja 2000 roku.